# Lijst van voetbalinterlands Bolivia - Jamaica (vrouwen)
Deze lijst van voetbalinterlands is een overzicht van alle officiële voetbalinterlands tussen de nationale vrouwenteams van Bolivia en Jamaica. De landen hebben tot nu toe één keer tegen elkaar gespeeld.

## Wedstrijden
| № | Plaats     | Datum           | Competitie                  | Wedstrijd         | Uitslag |
| - | ---------- | --------------- | --------------------------- | ----------------- | ------- |
| 1 | Valparaíso | 31 oktober 2023 | Pan-Amerikaanse Spelen 2023 | Jamaica − Bolivia | 1 − 2   |

## Samenvatting
| Competitie             | Totaal gespeeld | Winst Bolivia | Gelijk | Winst Jamaica | Doelsaldo Bolivia – Jamaica |
| ---------------------- | --------------- | ------------- | ------ | ------------- | --------------------------- |
| Pan-Amerikaanse Spelen | 1               | 1             | 0      | 0             | 2 − 1                       |
| Totaal                 | 1               | 1             | 0      | 0             | 2 − 1                       |